# بيل كول (أستاذ جامعي)
بيل كول (بالإنجليزية: Bill Cole)‏ هو مؤلف أمريكي، ولد في 1937 في بيتسبرغ في الولايات المتحدة.

## وصلات خارجية
- الموقع الرسمي
- بيل كول على موقع ميوزك برينز (الإنجليزية)
- بيل كول على موقع ديسكوغز (الإنجليزية)